# Форт-Аткінсон (Айова)
Форт-Аткінсон (англ. Fort Atkinson) — місто (англ. city) в США, в окрузі Віннешік штату Айова. Населення — 312 особи (2020).

## Географія
Форт-Аткінсон розташований за координатами 43°8′39″ пн. ш. 91°56′5″ зх. д. / 43.14417° пн. ш. 91.93472° зх. д. (43.144115, -91.934775).  За даними Бюро перепису населення США в 2010 році місто мало площу 0,81 км², уся площа — суходіл.

## Демографія
Згідно з переписом 2010 року, у місті мешкало 349 осіб у 160 домогосподарствах у складі 102 родин. Густота населення становила 430 осіб/км².  Було 170 помешкань (210/км²).
Расовий склад населення:
| - 98,0 % — білих - 1,7 % — осіб інших рас |

До двох чи більше рас належало 0,3 %. Частка іспаномовних становила 3,2 % від усіх жителів.
За віковим діапазоном населення розподілялося таким чином: 20,3 % — особи молодші 18 років, 54,5 % — особи у віці 18—64 років, 25,2 % — особи у віці 65 років та старші. Медіана віку мешканця становила 47,3 року. На 100 осіб жіночої статі у місті припадало 98,3 чоловіків;  на 100 жінок у віці від 18 років та старших — 98,6 чоловіків також старших 18 років.
Середній дохід на одне домашнє господарство  становив 52 343 долари США (медіана — 37 813), а середній дохід на одну сім'ю — 72 113 долари (медіана — 55 938). За межею бідності перебувало 3,4 % осіб, у тому числі 0,0 % дітей у віці до 18 років та 11,8 % осіб у віці 65 років та старших.
Цивільне працевлаштоване населення становило 124 особи. Основні галузі зайнятості: виробництво — 22,6 %, освіта, охорона здоров'я та соціальна допомога — 18,5 %, роздрібна торгівля — 9,7 %, оптова торгівля — 8,1 %.